# 烏克蘭地域對立
烏克蘭地域對立是指烏克蘭各地因歷史、政治、文化和經濟之間的不同所引發矛盾，現今主要指親俄的東部及親歐的西部間之對立。

## 歷史淵源

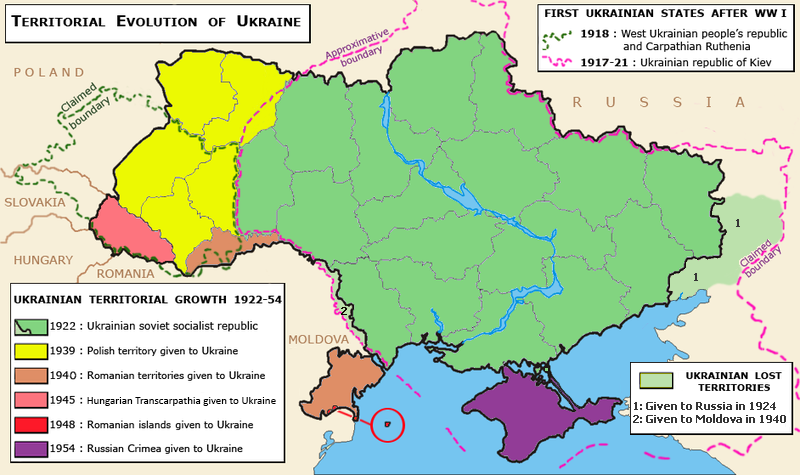
1918-1991年，烏克蘭的領土演變

現代烏克蘭的疆土大致成形於17至18世紀。17世紀中葉，不滿波蘭統治的哥薩克人於1648年發動赫梅爾尼茨基起義，起義最後是以哥薩克人向俄羅斯請求保護作收，自此東烏克蘭（第聶伯河左岸）與俄羅斯帝國正式合併，開始烏克蘭和俄羅斯的結盟史。1772-1795年間，凱薩琳大帝在三次瓜分波蘭當中，獲得西烏克蘭地區，（除了加利西亞在1772－1918年屬於奧匈帝國）；但是西烏克蘭的中小貴族大多是東儀天主教徒（雖然農民幾乎是東正教徒），以致於西烏克蘭人（還有不少信仰天主教的波蘭人）對正統東正教與俄羅斯的認同薄弱，促成21世紀的東西拉鋸與認同問題。
1917年，烏克蘭人民共和國成立，宣布自俄罗斯帝国独立。在乌克兰的布尔什维克分子在选举中落败，又因在基辅试图破坏乌克兰制宪会议选举失败而迁往是时遭奥弗申柯占领的哈尔科夫另立全乌克兰苏维埃代表大会，并另立布尔什维克控制的乌克兰苏维埃共和国政权。在随后的乌苏战争中，乌克兰布尔什维克策应了苏俄的入侵。这期间虽然苏俄曾承认乌克兰独立，但由于同盟国在第一次世界大战中战败后，又于1919年再次入侵乌克兰并最终控制了乌克兰全境。
1922年蘇聯成立，由布尔什维克控制的烏克蘭蘇維埃社會主義共和國作為首批加盟共和國加入蘇聯，此時烏克蘭大致分為蘇聯統治的東部和中部烏克蘭以及波蘭統治的西烏克蘭兩個區域，原屬奧匈帝國統治的喀爾巴阡烏克蘭則被劃歸捷克斯洛伐克。1939年8月波蘭領土被納粹德國和蘇聯瓜分，加利西亞再度併入烏克蘭蘇維埃共和國。蘇聯隨即在西烏克蘭進行社會主義改造，大批逮捕反共人士，加劇了當地社會的緊張。
從19世紀開始，俄羅斯人大量移居烏克蘭的東部和南部地區，這些地區的很多烏克蘭族人在俄羅斯移民的影響下，母語變為俄語。而俄国在乌克兰东部亦执行了禁止使用乌克兰语，制造乌克兰大饥荒等种族灭绝政策，使得乌克兰东部存在较多的俄语使用人口，而克里米亞也在俄国包括克里米亚鞑靼人强制流放等的种族清洗政策下，变为俄語為母語的人口為主，更成为乌克兰唯一一个俄族人口多于乌克兰族的地区。

## 現況
由於歷史因素，現今烏克蘭人口的族群結構與分佈極為複雜，其中與俄國相鄰或接近烏俄邊界的東南部各州和克里米亞自治共和國，俄裔人口比例較高，以俄語為母語的人口比例也較高，其中较亲近俄罗斯的民众也较西部多。西部各州則烏裔以及以烏克蘭語為母語的人口比例較高，政治傾向親向歐盟及西方。因此，親俄的總統候選人通常在東部地區獲得更多的政治支持；另一方面，親歐的總統候選人通常在該國西部地區佔有優勢。
儘管如此，語言與民族並非影響烏克蘭政治的唯一指標。于俄罗斯入侵乌克兰后在乌克兰东部成立的多个乌克兰民族主义志愿军组织，例如强硬反俄的亚速营，其成员多数是来自东乌克兰的俄语母语人士。而在2022年俄羅斯全面入侵烏克蘭的戰事中领导乌克兰抵抗入侵的烏克蘭總統澤倫斯基，亦是俄语母语人士。

### 經濟發展差異
| 多于 10 000: 基辅市 5 000 - 10 000: 第聂伯罗彼得罗夫斯克州 4 000 - 5 000: 顿涅茨克州, 扎波羅熱州, 波尔塔瓦州, 哈爾科夫州 3 000 - 4 000: 基辅州, 敖德萨州, 盧甘斯克州, 尼古拉耶夫州; 塞瓦斯托波爾 2 500 - 3 000: 切爾卡瑟州, 利沃夫州, 蘇梅州, 基洛夫格勒州, 切爾尼戈夫州; 克里米亚自治共和国 2 000 - 2 500: 伊万诺-弗兰科夫斯克州, 沃倫州, 羅夫諾州, 文尼察州, 赫尔松州, 赫梅利尼茨基州, 日托米爾州, 外喀爾巴阡州 少于 2 000: 切爾諾夫策州, 捷爾諾波爾州 |

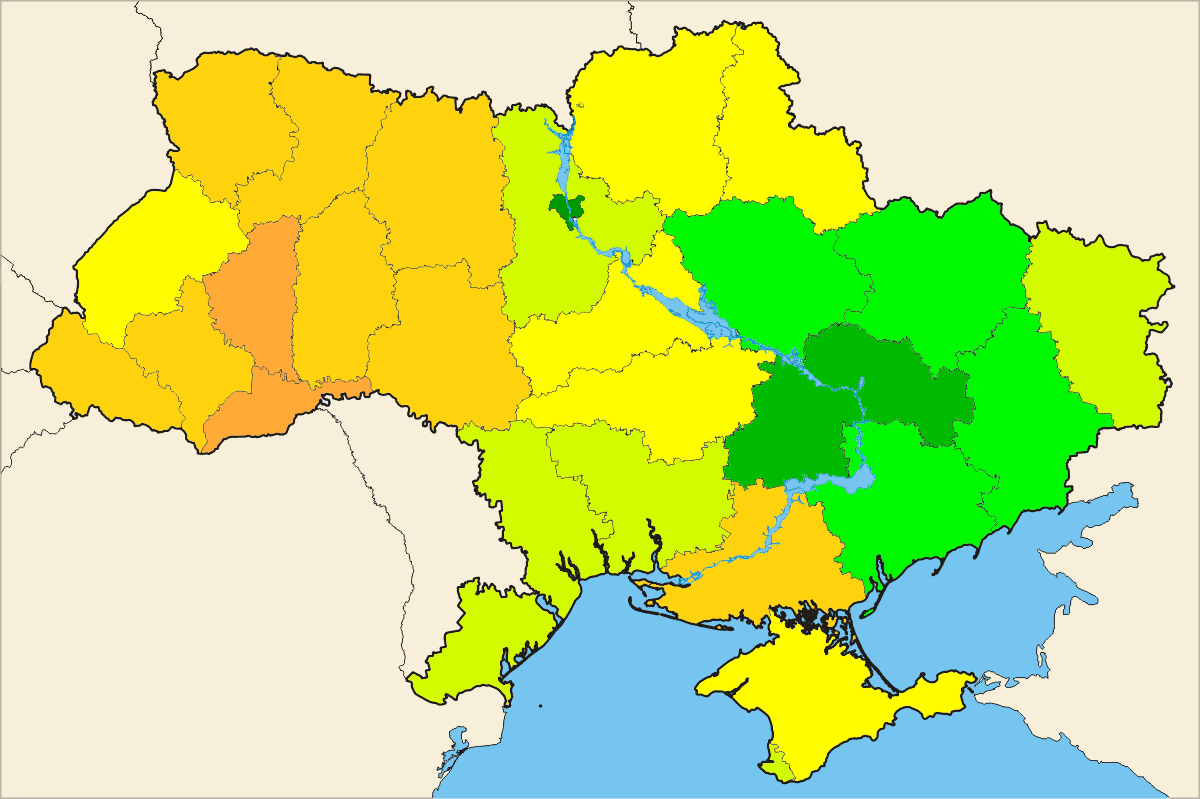
以美元计算的人均地区生产总值（2008年）：

除了文化上的因素，貧富懸殊也是造成東西對立的原因之一，該現象肇因於蘇聯時期刻意的產業分工，造成烏克蘭的產業分佈不均衡，從而造成烏克蘭獨立後，重工業較發達的東部與東南部較為富有，農業為主的中部、西部與西南部則較貧窮。
烏克蘭西部2400萬居民中只有1440萬（57％）被歸類為城市居民。相比之下，東烏克蘭人口略少（2100萬），但城市化程度較高，有79％的人居住在城市地區。烏克蘭西部地區的未加權平均月收入為291美元，而東部地區為320美元，基輔及其周邊地區是西部唯一平均收入高於當前烏克蘭平均水平的地區，同時西烏克蘭的失業率（8.5％）也高於東部（6.8％）。
烏克蘭西部，除首都基輔以服務業為主導外，經濟以農業生產為大宗；烏克蘭目前是世界上最大的葵花籽油生產國，也是小麥、穀物和糖等其他農產品的主要出口國。另一方面，烏克蘭的工業重心在東半部，烏克蘭大多數的鋼鐵和武器都在該地區生產，同時烏克蘭目前也是這兩個領域的全球主要出口國之一；其他較高附加值的行業，包括汽車和航天產業，也主要位於東部。由於這些能源密集型工廠都會消耗大量電力，東烏克蘭需從俄羅斯進口大量天然氣，而西烏克蘭的能源需求則相對低得多。

### 近期衝突
2013年11月開始的乌克兰亲欧盟示威运动使得衝突迅速升級，隔年發生2014年烏克蘭革命，其後亦發生一系列的俄烏衝突，包括克里米亞危機、頓巴斯戰爭、俄羅斯入侵烏克蘭等。

### 引用
1. 1 2 3  孫力舟. . 新浪歷史.   [2021-05-23]. （原始内容存档于2021-05-23）.
2. 1 2 3  . University of Birmingham.   [2021-05-24]. （原始内容存档于2021-06-10）.
3. ↑  . Eurosian Research Institute.   [2021-05-23]. （原始内容存档于2021-04-22）.
4. ↑  .   [2021-05-23]. （原始内容存档于2013-01-23）.
5. ↑  . 台灣新社會智庫.   [2021-05-23]. （原始内容存档于2021-05-23）.
6. ↑  .   [2021-05-24]. （原始内容存档于2022-01-09）.
7. ↑  . Yahoo! News. Agence France-Presse. 2014-02-20  [2014-03-07]. （原始内容存档于2008-12-01）.
8. ↑  乌克兰局势向何处去 （页面存档备份，存于），亚太日报，2014年3月3日

## 外部連結
- Ukraine （页面存档备份，存于）於 Electoral Geography.com

- A divided Ukraine （页面存档备份，存于） CNN.com

- How Sharply Divided is Ukraine, Really? Honest Maps of Language and Elections （页面存档备份，存于） Political Geography Now